# Гамертинген
Гамертинген (на немски: Gammertingen) е малък град в Баден-Вюртемберг, Германия с 6338 жители (към 31 декември 2017).
Гамертинген е споменат за пръв път 1101 г. в документ на манастир Алерхайлиген в Шафхаузен в Северна Швейцария като собственост на „графовете фон Гамертинген“. За пръв път е споменат като град през 1311 г.